# 児童福祉法
児童福祉法（じどうふくしほう、昭和22年12月12日法律第164号）は、児童の福祉を担当する公的機関の組織や、各種施設および事業に関する基本原則に関する日本の法律である。社会福祉六法の1つ。略称は、児福法（じふくほう）である。
1947年（昭和22年）12月12日に公布された。
施行に伴い、既存の児童福祉目的の法律である児童虐待防止法（昭和8年法律第40号）および少年教護法（昭和8年法律第55号）は廃止され、その趣旨は本法に吸収された。
「児童福祉」という用語は、児童福祉法成立過程の「児童保護法要綱案を中心とする児童保護に関する意見書」（1947年1月）において初めて、公式に使用された。当時あえて「児童福祉」法という名称を使おうとしたのは、それまで使われていた「児童保護」用保護児童の保護という狭い意味しか持っていないのに対し、すべての児童を対象とし、「次代の我が国の命運をその双肩に担う児童の福祉を積極的に助長する」という意味が込められていたからである。
1979年の国際児童年以降10年にわたる国連人権委員会での審議の結果、1989年11月に「児童の権利に関する条約」が採択された。日本政府は1994年4月に批准の手続きを取り、同5月から日本でもその効力が発生した。
その後、2017年4月施行「児童福祉法等の一部改正」児童の健全な育成に向けて虐待の発生予防から自立支援対策の強化等を図る）、2018年4月施行「児童福祉法及び児童虐待防止法の一部改正」（虐待を受けている児童などの保護のために里司法関与を強化する等の措置が行われる）、2020年4月施行「児童福祉法等の一部改正」（児童虐待防止対策の強化を図る上で児童の権利擁護や児童相談所の体制強化、児童相談所の設置促進等の所要の措置が行われる）がおこなわれた。

## 所管官庁
主所管
- こども家庭庁支援局家庭福祉課
- こども家庭庁成育局成育環境課

共同所管
- 厚生労働省保険局国民健康保険課 - 第5章および国民健康保険中央会、国民健康保険団体連合会を所掌

2023年（令和5年）3月31日までは、厚生労働省が単独で所管していた。こども家庭庁の発足に伴い大部分が移管されたが、国民健康保険団体連合会の関係する部分のみ、厚生労働省保険局が引き続き担当する。
厚生労働省社会・援護局障害福祉課、文部科学省初等中等教育局幼児教育課、警察庁生活安全局人身安全・少年課、法務省矯正局少年矯正課、同保護局更生保護振興課など他省庁と連携して執行にあたる。

## 構成
- 第1章 - 総則（1～18条の24）
- 第2章 - 福祉の保障（19～34条の2）
- 第3章 - 事業および施設（34条の3～49条）
- 第4章 - 費用（49条の2～56条の5）
- 第5章 - 国民健康保険団体連合会の児童福祉法関係業務（第56条の5の2～第56条の5の4）
- 第6章 - 審査請求（第56条の5の5）
- 第7章 - 雑則（56条の6～59条の8）
- 第8章 - 罰則（第60条～第62条の8）
- 附則

## 目的
児童が良好な環境において生まれ、且つ、心身ともに健やかに育成されるよう、保育、母子保護、児童虐待防止政策を含むすべての児童の福祉を支援すること。

## 根拠とする事業
- 放課後児童健全育成事業（放課後児童クラブ）
- 子育て短期支援事業（ショートステイ）
- 乳児家庭全戸訪問事業
- 養育支援訪問事業
- 要保護児童対策地域協議会
- 地域子育て支援拠点事業（子育て支援センター）
- 一時預かり事業
- 病児保育事業
- 子育て援助活動支援事業（ファミリー・サポート・センター）
- 放課後等デイサービス - 2012年4月1日の本法改正により、「保育所等訪問支援」とともに創設されたサービス。
- 児童自立生活援助事業